# Cărbunești
Cărbunești – wieś w Rumunii, w okręgu Prahova, w gminie Cărbunești. W 2011 roku liczyła 1375 mieszkańców.